# Ebnath

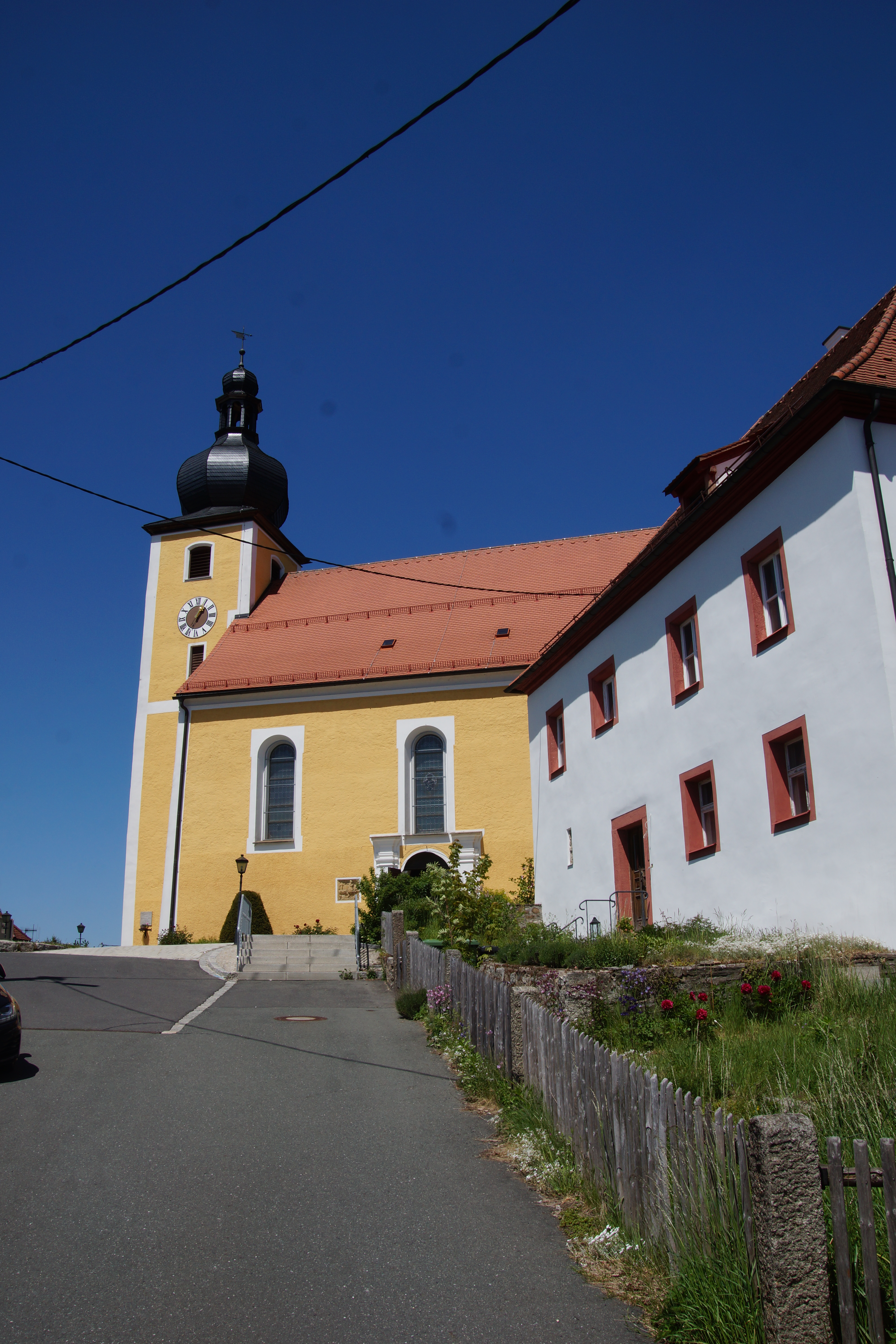
Ebnath – Kirche und Altes Schloß

Ebnath ist eine Gemeinde im Oberpfälzer Landkreis Tirschenreuth (Bayern). Die Gemeinde ist Mitglied der Verwaltungsgemeinschaft Neusorg.

## Geografie

### Geografische Lage
Die Gemeinde liegt im Naturpark Fichtelgebirge, im äußersten Norden der Oberpfalz, direkt an der Grenze zum Regierungsbezirk Oberfranken. Unweit des Ortes befinden sich die Kösseine, der Naturpark Steinwald und das Kemnather Land. Den Hauptort durchfließt die Fichtelnaab.

### Gemeindegliederung
Es gibt sieben Gemeindeteile (in Klammern ist der Siedlungstyp angegeben):
- Ebnath (Pfarrdorf)
- Grünlas (Dorf)
- Haid (Weiler)
- Hermannsreuth (Dorf)
- Hölzlashof (Dorf)
- Selingau (Einöde)
- Zeckenberg (Weiler)

Es gibt nur die Gemarkung Ebnath.

### Nachbargemeinden
|         | Nagel                                       | Waldershof |
| Brand   | Kompassrose, die auf Nachbargemeinden zeigt |            |
| Kulmain |                                             | Neusorg    |

## Geschichte
Der Ortsname „Ebenode“ wurde zum ersten Mal 1179 urkundlich erwähnt. Beim Grundwort handelt es sich um einen ursprünglichen Flurnamen, der auf dem mittelhochdeutschen Begriff „oede, ôde“ basiert, was so viel wie „unbebauter und unbewohnter Grund“ bedeutet. Das Bestimmungswort geht auf den Begriff „eben“ zurück und hat die Bedeutung von „eben, glatt“.
Der Ort war Teil des Kurfürstentums Bayern, er bildete eine geschlossene Hofmark der Grafen von Hirschberg. Im Zuge der Verwaltungsreformen in Bayern entstand mit dem Gemeindeedikt von 1818 die heutige Gemeinde.
Ebnath war ein Ort, in dem Eisen verarbeitet wurde. Davon zeugen die Eisenhämmer wie der Dorfhammer Ebnath, der Hammer Selingau, der Schenkelhammer und der Hammer Niederlind, heute Mehlmeisel zugehörig.

### Einwohnerentwicklung
Zwischen 1988 und 2018 sank die Einwohnerzahl von 1497 auf 1266 um 231 bzw. um 15,4 %.

## Politik

### Gemeinderat
Nach den Kommunalwahlen seit 2014 setzte sich der Gemeinderat folgendermaßen zusammen:
| Partei/Liste               | 2020   | 2020   | 2014    | 2014    |
| Partei/Liste               | %      | Sitze  | %       | Sitze   |
| -------------------------- | ------ | ------ | ------- | ------- |
| CSU                        | 63,9   | 8      | 54,73   | 6       |
| SPD                        | 26,1   | 3      | 30,07   | 4       |
| Aktive Wähler Ebnath (AWE) | 10,1   | 1      | 15,20   | 2       |
| Wahlbeteiligung            | 82,5 % | 82,5 % | 79,05 % | 79,05 % |

### Bürgermeister
Erster Bürgermeister ist seit 2020 Wolfgang Söllner (CSU). Sein Vorgänger war Manfred Kratzer (SPD).

### Wappen
| Wappen von Ebnath | Blasonierung: „Unter rotem Schildhaupt, darin schräg gekreuzt ein langstieliger silberner Eisenhammer und ein silberner Pfeil, in Silber ein springender roter Hirsch.“ |
| Wappen von Ebnath | Wappenbegründung: Der springende rote Hirsch stammt aus dem Familienwappen der Hirschberger, die die Hofmark Ebnath von 1355 bis ins 19. Jahrhundert innehatten. Der Eisenhammer im Schildhaupt soll an die Bedeutung der Eisenindustrie in Ebnath und Sengelau und an den Bergbau in Mehlmeisel erinnern. Der silberne Pfeil, Attribut des heiligen Aegidius, verweist auf den Patron der Pfarrkirche von Ebnath. Dieses Wappen wird seit 1978 geführt. |

## Baudenkmäler
- Burg Ebnath
- Unteres Schloss (Ebnath)

## Wirtschaft

### Ansässige Unternehmen
Im Ort Ebnath hat die Forst Ebnath AG ihren Geschäftssitz seit 1981. Es handelt sich um eine deutsche Aktiengesellschaft, deren Kerngeschäft die Bewirtschaftung ihres forstlichen Grundbesitzes ist. Deren Anteilsaktien werden an den Wertpapierbörsen in Berlin und Frankfurt am Main notiert (ISIN DE0005773006). Es ist das einzige deutsche Forstunternehmen, dessen Aktien öffentlich gehandelt werden (Stand 2012).

### Bildung
- Kindergarten
- Grund- und Mittelschule